# Škofija Sault Sainte Marie
Škofija Sault Sainte Marie je rimskokatoliška škofija s sedežem v North Bayju (Kanada).

## Geografija
Škofija zajame področje 196.603 km² s 373.590 prebivalci, od katerih je 206.405 rimokatoličanov (55,2 % vsega prebivalstva).
Škofija se nadalje deli na 113 župnij.

## Škofje
- David Joseph Scollard (20. september 1904-7. september 1934)
- Ralph Hubert Dignan (22. december 1934-22. november 1958)
- Alexander Carter (22. november 1958-3. maj 1985)
- Marcel André J. Gervais (3. maj 1985-13. maj 1989)
- Jean-Louis Plouffe (2. december 1989-danes)